# مونت‌پلیزانت (میشیگان)
مونت‌پلیزانت، میشیگان (به انگلیسی: Mount Pleasant, Michigan) یک شهر در ایالات متحده آمریکا با جمعیت ۲۶٬۰۱۶ نفر است که در میشیگان واقع شده‌است.

## موقعیت جغرافیایی
موقعیت جغرافیایی شهرها و مناطق اطراف به شرح زیر است: